# Euphorbia peritropoides
Euphorbia peritropoides är en törelväxtart som först beskrevs av Charles Frederick Millspaugh, och fick sitt nu gällande namn av Victor W. Steinmann. Euphorbia peritropoides ingår i släktet törlar, och familjen törelväxter. Inga underarter finns listade i Catalogue of Life.